# نیل کاراابراهیم‌گیل

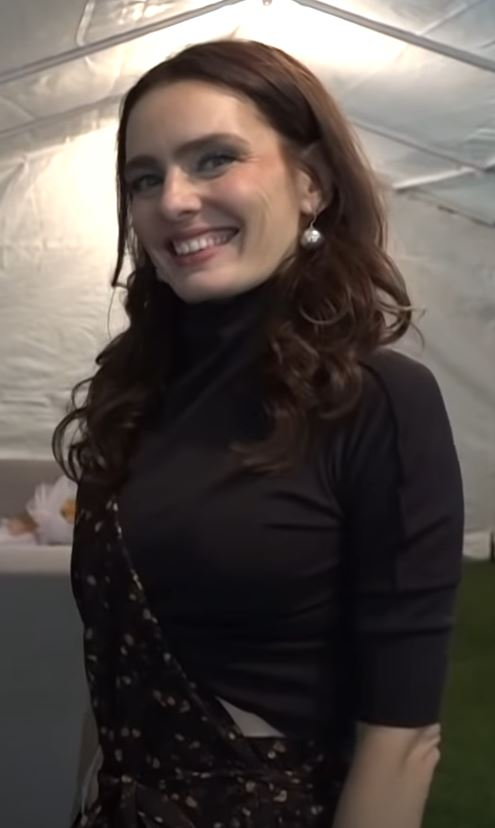
نیل کارا در سال ۲۰۱۹

نیل کارا ایبراهیم گیل ارنر (متولد ۱۷ اکتبر ۱۹۷۶) هنرمند ترک، نویسنده، بازیگر و مانکن می‌باشد.

## زمینه فعالیت
نیل دختر موسیقیدان سوآوی کارا ایبراهیم گیل، در ۱۲ سالگی اولین آهنگ خود به نام "I see clouds rain is coming..." (به ترکی:Bulutları görüyorum, yağmur geliyor) را ساخت. در راهنمایی شروع به نواختن پیانو کرد؛ و سپس پس از چند سال به گیتار جاز روی آورد. از ۱۲ سالگی به صنعت تبلیغات تلویزیونی هم روی آورد. در سال ۲۰۰۰ میلادی از رشته علوم سیاسی و روابط بین‌الملل از دانشگاه بغازایچی فارغ‌التحصیل شد. پس از فارغ‌التحصیلی به صنعت تبلیغات تلویزیونی برگشت.

## زندگی خصوصی
در ۲۱ ژانویه۲۰۱۰ با برادر سرتاپ ارنر، سردار ارنر ازدواج کرد. در می ۲۰۱۴ دوقلوهای عزیز و عارف را به دنیا آورد.